# Líneas Aéreas Allegro
Líneas Aéreas Allegro era una aerolínea de pasajeros regular/chárter de México y Estados Unidos. Allegro Airlines ofreció 212 vuelos nacionales e internacionales a los Estados Unidos cada semana.

## Historia
Allegro fue fundado en 1992 por Fernando Padilla, Fernando Martínez, Jose Angel Cardenas, Cap Alejandro J.Martinez, Luis Treviño y Eduardo Alfaro. Operaba vuelos regulares y chárter de pasajeros desde Cancún, Quintana Roo y Ciudad de México a puntos de Estados Unidos, Canadá, El Caribe, Centroamérica y Sudamérica. La base de operaciones estaba en Monterrey, Nuevo León.
Allegro operó hasta 2004, cuando un tribunal de Phoenix le ordenó devolver todas las aeronaves a los arrendadores.

## Destinos
Aruba
- Oranjestad

 Canadá
- Calgary
- Saint John

 Costa Rica
- Liberia

 Estados Unidos
- Atlanta
- Austin
- Boston
- Chicago-O'Hare
- Cincinnati
- Cleveland
- Dallas-Fort Worth
- Denver
- Fargo
- Helena
- Kansas City
- Los Ángeles
- Louisville
- Oakland
- Oklahoma City
- Filadelfia
- Phoenix
- San Francisco

 México
- Acapulco
- Cancún
- Chichén Itzá
- Ciudad de México
- Guadalajara
- Monterrey (Hub)
- Tampico
- Tijuana

 República Dominicana
- Punta Cana

 San Martín
- San Martín

## Flota
- Operó 25 Boeing 727-200 diferentes a lo largo de su historia
- Operó 13 MD-82 y MD-83 diferentes a lo largo de su historia
- Operó 3 Douglas DC-9-14 diferentes a lo largo de su historia

## Accidentes
- El 14 de mayo de 1996, el vuelo 401 de Allegro, un Douglas DC-9 volando de Orlando, Florida a Cancún, México, se estrelló cerca de la pista mientras intentaba un aterrizaje de emergencia en Tampico, México. No hubo muertes entre los 46 pasajeros, pero el avión sufrió daños irreparables.